# Mendatica
Mendatica – miejscowość i gmina we Włoszech, w regionie Liguria, w prowincji Imperia.
Według danych na rok 2004 gminę zamieszkiwały 243 osoby, gęstość zaludnienia wynosiła 8,1 os./km².